# Tunisiens ambassad i Stockholm
Tunisiens ambassad i Stockholm ligger på Narvavägen 32 på Östermalm i centrala Stockholm. Ambassaden är inrymd i Bocanderska husen på Narvavägen 32, som även inrymmer bland annat Argentinas ambassad. Ambassadören heter Riadh Ben Sliman sedan november 2020.
Tunisien och Sverige har haft diplomatiska förbindelser sedan Tunisiens självständighet 1956.

## Beskickningschefer
| Namn                   | Period    | Funktion                   | Anmärkning                                       |
| ---------------------- | --------- | -------------------------- | ------------------------------------------------ |
| Taieb Slim             | 1958-1960 | Envoyé                     | Sidoackrediterad från ambassaden i London        |
| Taieb Slim             | 1960-1962 | Ambassadör                 | Sidoackrediterad från ambassaden i London        |
| Ridha Klibi            | 1960-1962 | Chargée d’affaires en pied |                                                  |
| Ridha Klibi            | 1962-1966 | Ambassadör                 |                                                  |
| Moncef Kedadi          | 1966-1969 | Ambassadör                 |                                                  |
| Mahmoud Maamouri       | 1969-1972 | Ambassadör                 |                                                  |
| Abdelmajid Chaker      | 1973-1978 | Ambassadör                 |                                                  |
| Brahim Turki           | 1978-1981 | Ambassadör                 |                                                  |
| Moncef Ghariani        | 1981-1986 | Ambassadör                 |                                                  |
| Moncef Ounaïes         | 1987-1990 | Ambassadör                 |                                                  |
| Youssef Ben Haha       | 1990-1993 | Ambassadör                 |                                                  |
| Abdelmajid Baouab      | 1993-1995 | Ambassadör                 |                                                  |
| Afif Hendaoui          | 1995-1999 | Ambassadör                 |                                                  |
| Khadija Rachida Masri  | 1998-2001 | Chargée d’affaires en pied |                                                  |
| Lazhar Bououni         | 1999-2001 | Ambassadör                 | Sidoackrediterad till Helsingfors och Reykjavik. |
| Moncef Baati           | 2002-2005 | Chargée d’affaires en pied |                                                  |
| Narjes Dridi           | 2007-2009 | Chargée d’affaires en pied |                                                  |
| Emna Ben Brahim Abassi | 2010-2012 | Chargée d’affaires en pied |                                                  |
| Fatma Omrani Chargui   | 2012-2015 | Chargée d’affaires en pied |                                                  |
| Fatma Omrani Chargui   | 2015-2017 | Ambassadör                 |                                                  |
| Moez Mehdi Mahmoudi    | 2017-2020 | Ambassadör                 |                                                  |
| Riadh Ben Sliman       | 2020-2024 | Ambassadör                 |                                                  |